# Anel Rodoviário (Campo Grande)
O Anel Rodoviário de Campo Grande é um sistema modal rodoviário que circunda a cidade de Campo Grande, Mato Grosso do Sul e faz parte do projeto do Corredor bioceânico, que liga o Oceano Atlântico ao Pacífico e passa pela cidade de Campo Grande. Seu objetivo é desviar o tráfego de veículos pesados, foi inaugurado em 25 de agosto de 2021.